# Nhất Hưu Tông Thuần
Nhất Hưu Tông Thuần (chữ Hán: 一休宗純, ja. ikkyū sōjun, 1394–1481) là một vị Thiền sư Nhật Bản thuộc tông Lâm Tế (ja. rinzai-shū), hệ phái Đại đức tự (ja. daitokuji-ha). Sư là một trong những Thiền sư danh tiếng nhất của Thiền tông Nhật Bản. Với phong điệu của một "Cuồng Thánh", Sư đả phá những phong cách tệ mạt trong những thiền viện lớn mà Sư cho rằng đang trên đường tàn lụi. Cách sống và giáo hoá của Sư vượt trên tất cả những tục lệ và vì vậy có rất nhiều tích nói về Sư, phần đúng, phần huyền hoặc.

## Tiểu sử
Ikkyu ra đời vào lúc bình minh của ngày đầu của năm 1394. Mặc dù có lời đồn rằng Ikkyu là con trai của vị hoàng đế trẻ Go-Komatsu (1377–1433), vào lúc chào đời cậu bé được ghi vào sổ bộ thường dân. Mẹ của Ikkyu, một phụ nữ chờ việc trong cung đình và được Go-Komatsu yêu chuộng, đã bị sa thải bất công ra khỏi cung điện vì guồng máy của vị hoàng hậu ghen tuông và tay chân bà này. Do vậy, hoàn cảnh ra đời của Ikkyu thì khiêm tốn, mặc dù bản tiểu sử sớm nhất của sư viết rằng ngay cả khi sơ sinh, sư “mang dấu hiệu của một con rồng và dấu ấn của một phượng hoàng.”
Vào lúc 5 tuổi, Ikkyu được gửi vào làm chú tiểu tại Ankoku-ji (An Quốc), một ngôi chùa Thiền Tông ở Kyoto. Nơi đây, sư được bảo đảm có nền học vấn tốt, cũng như được bảo vệ trước các viên chức triều đình lắm mưu và các tướng quân đa nghi. Điều này quan trọng trong thời trung cổ Nhật Bản, vì ngay cả đứa con hoang của vị hoàng đế – với hoàn cảnh đúng thời và với những người ủng hộ có quyền lực – vẫn có thể ra giành ngôi vua. Tại chùa Ankoku-ji, Ikkyu được học kinh điển Phật giáo và các sách giáo khoa tại Trung Hoa và Nhật Bản. Là một học trò sáng dạ mà thiên tài của mình được mọi người công nhận, Ikkyu cũng là một cậu bé quá quắt và nhanh trí.

## Gia thế và cơ duyên
Tương truyền Sư là con của một cung phi, bị Nhật hoàng hất hủi khi mang thai Sư. Lên năm tuổi, Sư được mẹ gửi vào một ngôi chùa gần nhà. Năm lên mười ba, Sư đến Kiến Nhân tự (ja. kennin-ji) nhưng chỉ khoảng bốn năm sau đó, Sư rời chùa này vì không hài lòng với phong cách sinh hoạt quá phàm tục của những vị tăng tại đây. Sư đến tham học với Khiêm Ông (ja. gen'ō) – một vị tăng độc cư tu tập – và cũng có chút sở đắc nơi đây nhưng không bao lâu, Khiêm Ông tịch và Sư lại phải lên đường cầu đạo.
Chỉ một năm sau, Sư tìm được vị chân sư của mình là Hoa Tẩu Tông Đàm (zh. 華叟宗曇, ja. kesō sōdon, 1352-1428), vị trụ trì của Đại đức tự. Hoa Tẩu không ở tại chùa Đại đức mà lại ngụ tại một am gần đó để tránh sự náo nhiệt, phong cách quá nhập thế của một Thiền viện thời đó. Sư lưu lại đây chín năm và kiên nhẫn chịu đựng phương pháp tu tập rốt ráo của Hoa Tẩu. Nhân khi tham công án thứ 15 của tập Vô môn quan – với tên Động Sơn (Thủ Sơ) ba hèo (Động Sơn tam đốn) – Sư có ngộ nhập. Không bao lâu sau, trong khi toạ thiền trên một chiếc thuyền, Sư nhân nghe một con quạ kêu to bỗng nhiên ngộ đạo. Sư bèn trình Hoa Tẩu và được vị này ấn khả. Sư không nhận ấn chứng này và có thuyết bảo rằng Sư xé bỏ bản ấn chứng này ngay sau khi nhận. Sư tự tin rằng kinh nghiệm giác ngộ của ai chỉ có người ấy biết và không ai có thẩm quyền quyết định được cái thật hoặc giả của kinh nghiệm giác ngộ của Sư. Với những hành động này, Sư đảo ngược truyền thống ấn chứng của Thiền tông và chính Sư cũng không ấn chứng cho ai trong cả cuộc đời hoằng hoá của mình. Mặc dù vậy, Sư ở lại hầu cho đến lúc Hoa Tẩu viên tịch (1428).

## Cơ phong hoằng pháp
Trong suốt một thời gian khoảng 30 năm, Sư không dừng chân nơi nào, chỉ chu du tuỳ duyên hoằng hoá nơi quần chúng. Sư tiếp xúc với mọi tầng cấp của xã hội Nhật thời bấy giờ như quan tước, võ sĩ, văn hào, nghệ sĩ... và cả kĩ nữ, và Sư đặc biệt đề cao tính tình chất phác của họ. Con đường hoằng hoá quần chúng của Sư đi xa, cũng có nhiều người cho rằng đi quá xa so với giáo lý của nhà Phật. Sư không để ý gì đến giới luật, ăn thịt cá, mê rượu, gái. Một mặt Sư chê bai, than trách về tư cách đạo đức giả, gian trá của các vị tăng tại những Thiền viện lớn bấy giờ, mặt khác Sư lại rất chú tâm đến việc phổ biến Phật pháp trong quần chúng và các hành động "phá giới" của Sư nêu trên đều có thể xem là trùng hợp với việc thực hành Phật pháp của phần lớn của Phật tử nằm ngoài Tăng-già thời bấy giờ. Sư viết:
"Thời xưa, mọi người có tín tâm đều vào cửa chùa, nhưng ngày nay tất cả đều rời chùa. Nếu nhìn kĩ thì người ta sẽ thấy rằng, các phường chủ không biết gì – không tham thiền, chẳng quán công án mà chỉ chú tâm đến vật chất, trang trí bồ đoàn. Họ rất tự hào về ca-sa của họ nhưng mặc dù họ mang ca-sa, họ cũng chỉ là phàm phu thay áo. Dù họ mang ca-sa, ca-sa cũng trở thành dây xích, gậy sắt trói buộc, hành hạ thân họ".
Sư chỉ trích mạnh mẽ sự tôn thờ và ham muốn thác sinh nơi Cực lạc Tịnh độ của Phật tử. Sư dạy: "Nếu ai thanh lọc tâm địa và kiến tính, người ấy chẳng còn muốn tái sinh cõi Phật, chẳng còn sợ địa ngục, chẳng còn phiền não phải đoạn, chẳng còn phân biệt thiện ác; người ấy đã đạt tự do tự tại trong sinh tử luân hồi, muốn tái sinh vào nơi nào cũng được – chỉ khi tâm người ấy mong cầu". Vì thế mà Sư chế nhạo tất cả những phong tục có tính chất mê tín dị đoan như đốt đèn, cầu cúng, dâng lễ vật cho người chết và tụng kinh cầu siêu cầu an.
Sư tự gọi mình là "Cuồng Vân" (狂雲, ja. kyōun) và rất nhiều câu chuyện thú vị về việc tuỳ cơ hoằng hoá và nhạo đời của Sư được lưu truyền. Mẩu chuyện sau đây được lưu lại:
Một lần nọ, Sư khất thực tại một nhà giàu sang với quần áo rách rưới dơ bẩn và chỉ nhận được nửa xu. Sau đó, Sư thay y phục, mặc ca-sa tía đến khất thực và được mời ngay vào nhà dùng cơm cùng với gia đình. Sư liền cởi áo tía ra, đặt nó vào ngay chỗ ngồi ăn và bảo rằng "Bữa ăn thịnh trọng ngày hôm nay không phải dành cho ta mà là áo ca-sa tía này".
Tính tình chân chính, phong cách tự do, bất lệ thuộc của Sư chính là nguyên do vì sao Sư rất được quần chúng mộ đạo yêu thích. Sư là một trong những vị Thiền sư nổi danh nhất thời trung cổ của Nhật Bản. Năm 1456, Sư nhận lời trụ trì Diệu Tâm tự (ja. myōshinji) và sống tại một am gần đó. Từ đây, Sư được các vị tăng dần dần chấp nhận, tôn kính, ngay cả những vị mà ngày xưa Sư chỉ trích thậm tệ. Vào những năm cuối đời, Sư được cử trụ trì Đại đức tự (ja. daitoku-ji). Không bao lâu sau, vào năm 1481, Sư viên tịch, thọ 87 tuổi.